# Open 88 Contrexéville 2011
L'Open 88 Contrexéville 2011 è stato un torneo professionistico di tennis femminile giocato sulla terra rossa. È stata la 5ª edizione del torneo, che fa parte dell'ITF Women's Circuit nell'ambito dell'ITF Women's Circuit 2011. Si è giocato a Contrexéville in Francia dall'11 al 17 luglio 2011.

## Partecipanti

### Teste di serie
| Nazionalità | Giocatrice             | Ranking* | Testa di serie |
| ----------- | ---------------------- | -------- | -------------- |
| Paesi Bassi | Arantxa Rus            | 80       | 1              |
| Romania     | Edina Gallovits-Hall   | 121      | 2              |
| Francia     | Stéphanie Foretz Gacon | 124      | 3              |
| Rep. Ceca   | Renata Voráčová        | 128      | 4              |
| Francia     | Iryna Brémond          | 133      | 5              |
| Russia      | Valerija Savinych      | 134      | 6              |
| Polonia     | Urszula Radwańska      | 138      | 7              |
| Giappone    | Erika Sema             | 147      | 8              |

* Ranking al 4 luglio 2011.

### Altre partecipanti
Giocatrici che hanno ricevuto una wild card:
- Marion Gaud
- Estelle Guisard
- Anaeve Pain
- Morgane Pons

Giocatrici che sono passate dalle qualificazioni:
- Indire Akiki
- Estelle Cascino
- Céline Cattaneo
- Jessica Ginier
- Fiona Gervais (lucky loser)

## Campionesse

### Singolare
Iryna Brémond ha battuto in finale  Stéphanie Foretz Gacon con il punteggio di 6–4, 6(1)–7, 6–2

### Doppio
Valentina Ivachnenko /  Kateryna Kozlova hanno battuto in finale  Erika Sema /  Roxane Vaisemberg con il punteggio di 2–6, 7–5, [12–10]